# رودریگو هیلبرت
رودریگو هیلبرت آلبرتون (به پرتغالی: Rodrigo Hilbert Alberton) معروف به رودریگو هیلبرت (به پرتغالی: Rodrigo Hilbert) (زادهٔ ۲۲ آوریل ۱۹۸۰) هنرپیشه، مدل برزیلی است. او از سال ۱۹۹۶ تاکنون مشغول فعالیت بوده‌است.
هیلبرت در سال ۲۰۰۴ با فرناندا لیما، مدل و بازیگر، ازدواج کرد. آن‌ها دو فرزند دارند.